# Рождественское сельское поселение (Ивановская область)
Рожде́ственское се́льское поселе́ние — муниципальное образование в составе Приволжского района Ивановской области. 
Административный центр — село Рождествено.

## История
Рождественское сельское поселение образовано 25 февраля 2005 года в соответствии с Законом Ивановской области № 48-ОЗ. 

## Население
| 2002 | 2010  | 2011  | 2012 | 2013 | 2014 | 2015 |
| ---- | ----- | ----- | ---- | ---- | ---- | ---- |
| 903  | ↗1004 | ↘1001 | ↘984 | ↘953 | ↘929 | ↘888 |
| 2016 | 2017  | 2018  | 2019 | 2020 | 2021 |      |
| ↘866 | ↘861  | ↘851  | ↗853 | ↘829 | ↘664 |      |

## Состав сельского поселения
| №  | Населённый пункт | Тип населённого пункта       | Население |
| -- | ---------------- | ---------------------------- | --------- |
| 1  | Анненское        | деревня                      | →6        |
| 2  | Благинино        | деревня                      | ↗59       |
| 3  | Васильчинино     | село                         | ↗15       |
| 4  | Грязки           | деревня                      | ↘21       |
| 5  | Драчево          | деревня                      | ↗8        |
| 6  | Ковалево         | деревня                      | ↘9        |
| 7  | Коровино         | деревня                      | ↘10       |
| 8  | Лодыгино         | деревня                      | →0        |
| 9  | Михалево         | деревня                      | ↘5        |
| 10 | Обернишино       | деревня                      | →0        |
| 11 | Полозище         | деревня                      | →23       |
| 12 | Рождествено      | село, административный центр | ↗342      |
| 13 | Сараево          | село                         | ↗122      |
| 14 | Селиверстово     | деревня                      | ↗7        |
| 15 | Укладницы        | деревня                      | ↗12       |
| 16 | Федорище         | деревня                      | ↘351      |
| 17 | Шербинино        | деревня                      | ↗44       |
| 18 | Шолгомошь        | деревня                      | →0        |